# Figure de la Terre dans l'Antiquité
 (juillet 2025).
La figure de la Terre dans l'Antiquité désigne la perception qu'on avait de la Terre les différentes civilisations de cette époque,  son évolution tant régionale que temporelle, en fonction notamment des mythes dont elle hérite, ainsi que de l'évolution scientifique et religieuse des différentes sociétés. La géodésie et sa sœur jumelle, l'astronomie, ont subi au cours de l'Histoire l'influence des conceptions philosophico-religieuses prévalant à chaque époque. D'autres sciences, surtout les mathématiques et la physique, ont contribué à leur développement. En échange, astronomie et géodésie ont elles-mêmes grandement fait avancer le savoir rationnel et les conventions philosophiques.
Plus encore que l'astronomie, il convient de considérer la géodésie comme mère de toutes les sciences, car c'est grâce à elle que les premiers concepts géométriques abstraits sont apparus. Parmi les différents problèmes traités en géodésie, les dimensions et la forme de la Terre, autrement dit la « figure de la Terre », constituent un thème central.

## Le modèle de Terre plate

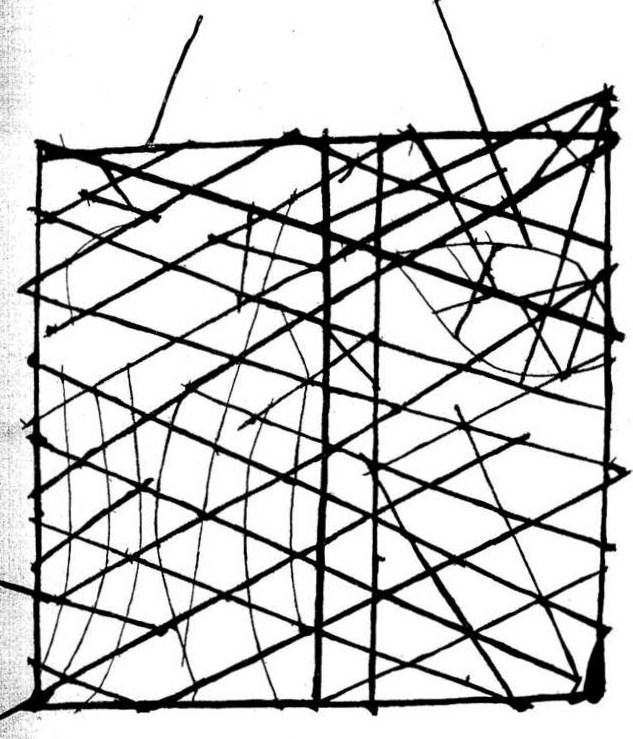
Instrument de navigation micronésien indiquant directions des vents, courants, îles (vers 1904).
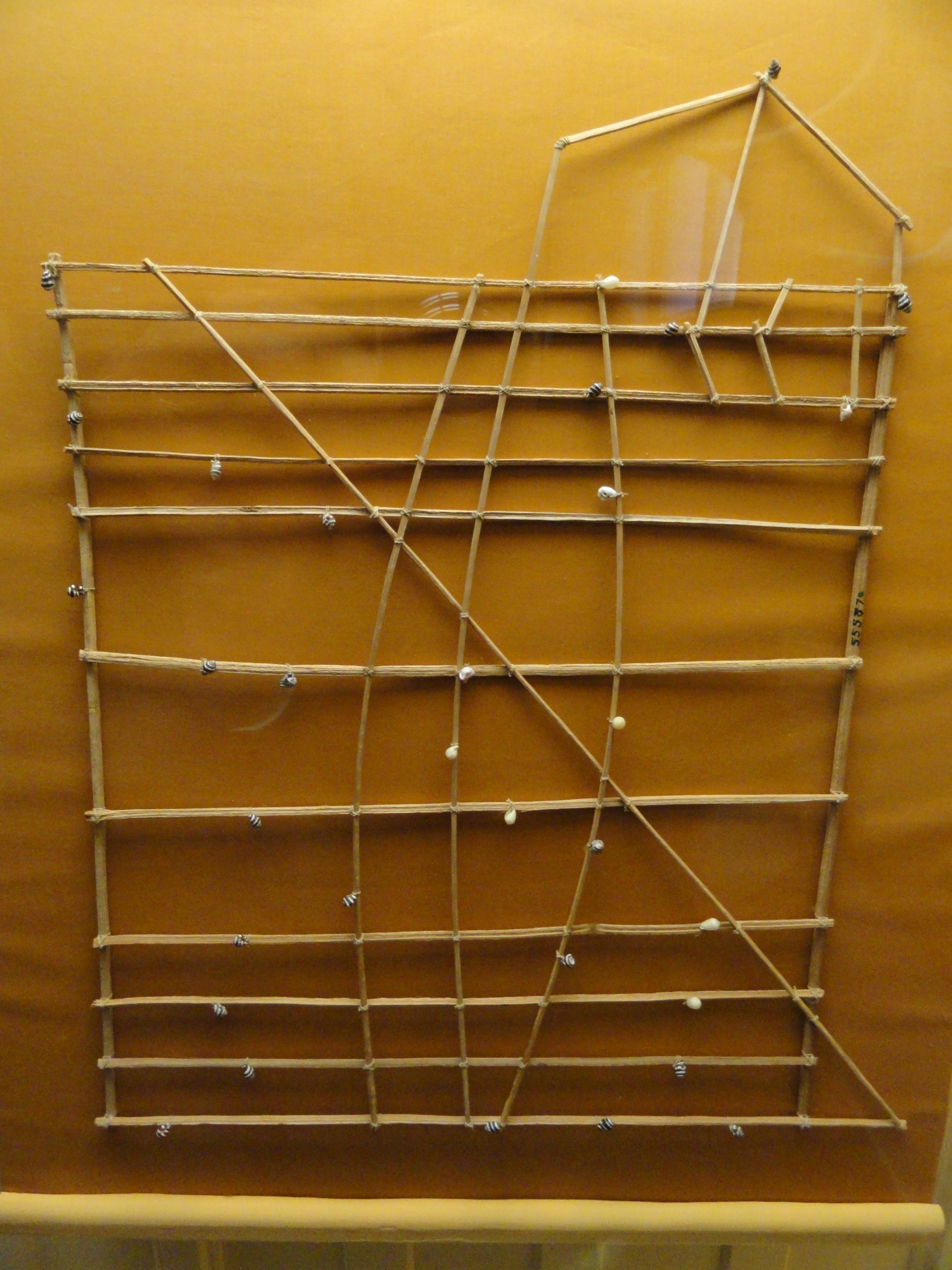
Carte micronésienne de navigation des Îles Marshall, avec représentation des vents, courants et îles.
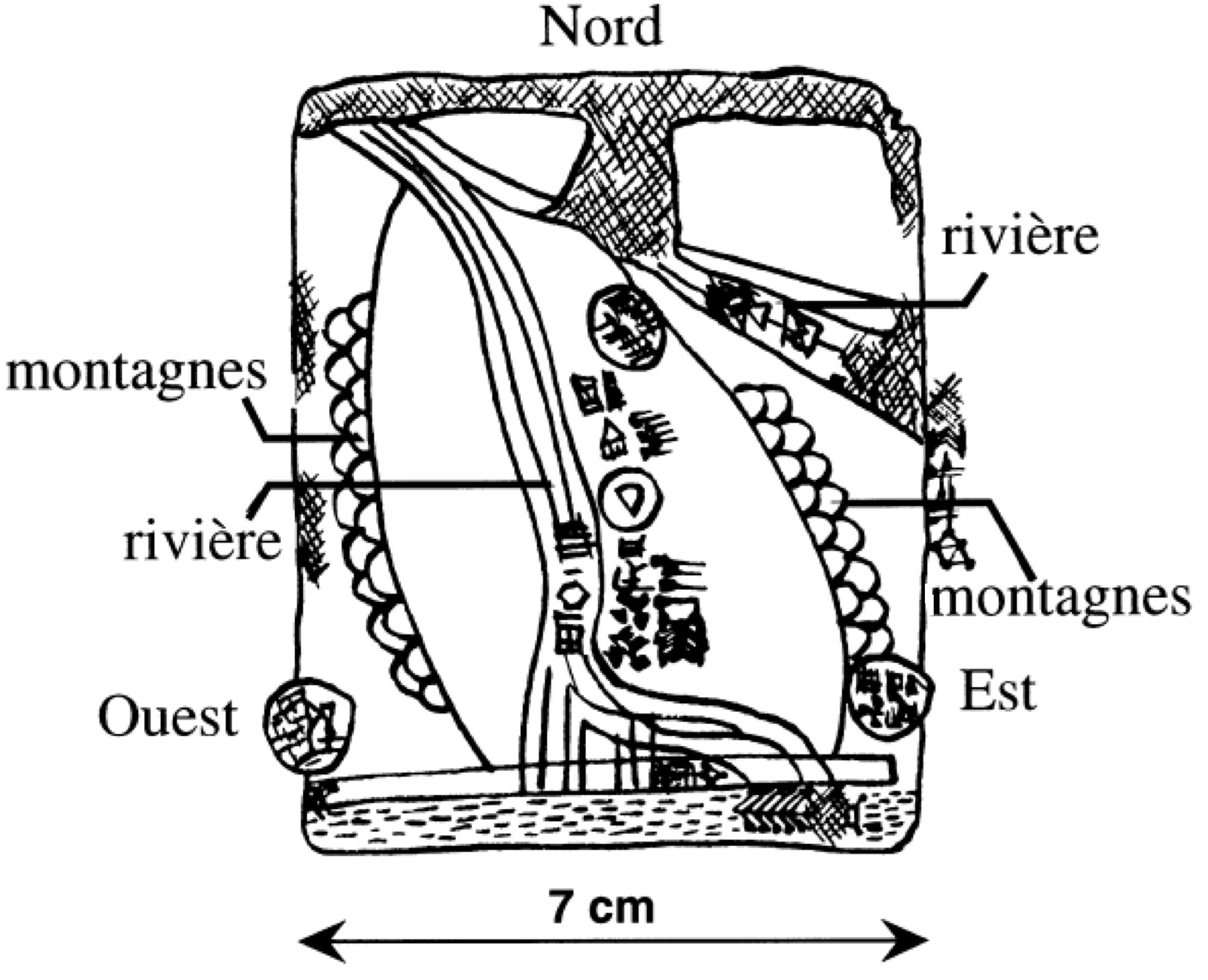
Esquisse explicative de la plus ancienne carte géographique connue (époque sumérienne, env. 2500 av. J.-C.)

### Les premières représentations cosmographiques
La forme et la configuration de la Terre, au-delà des conceptions mythiques héritées des traditions préhistoriques, furent étudiées dès les époques historiques les plus anciennes. Cela est attesté par des cartes gravées sur des tablettes en argile trouvées lors de fouilles en Mésopotamie. La plus ancienne carte géographique connue figure sur une tablette d'argile sumérienne provenant des fouilles de Ga-Sur à Nuzi (Irak). Elle date de 2500 avant notre ère et se trouve au musée sémitique de l'université Harvard à Cambridge.
Une autre carte géographique, dite « mappemonde babylonienne » se trouve sur une tablette conservée au British Museum à Londres. Elle résume les connaissances géographiques des anciens peuples de la Mésopotamie et représente le fleuve Euphrate descendant d'une région située au Nord, schématisée par un demi-cercle. Sur les rives de ce fleuve s'élevait Babylone. D'autres cercles périphériques correspondent aux divers pays limitrophes de la Mésopotamie. L'ensemble est entouré par le fleuve Océan, au-delà duquel se dressent sept îles, associées à autant de régions inconnues disposées selon la rose des vents. On voit également des montagnes sur les deux côtés qui symbolisent une « sorte de barrière », ainsi qu'une grosse rivière au milieu de la carte.

### La vision de l'Égypte antique et l'apport décisif des Grecs

Reconstitution de la carte d'Anaximandre

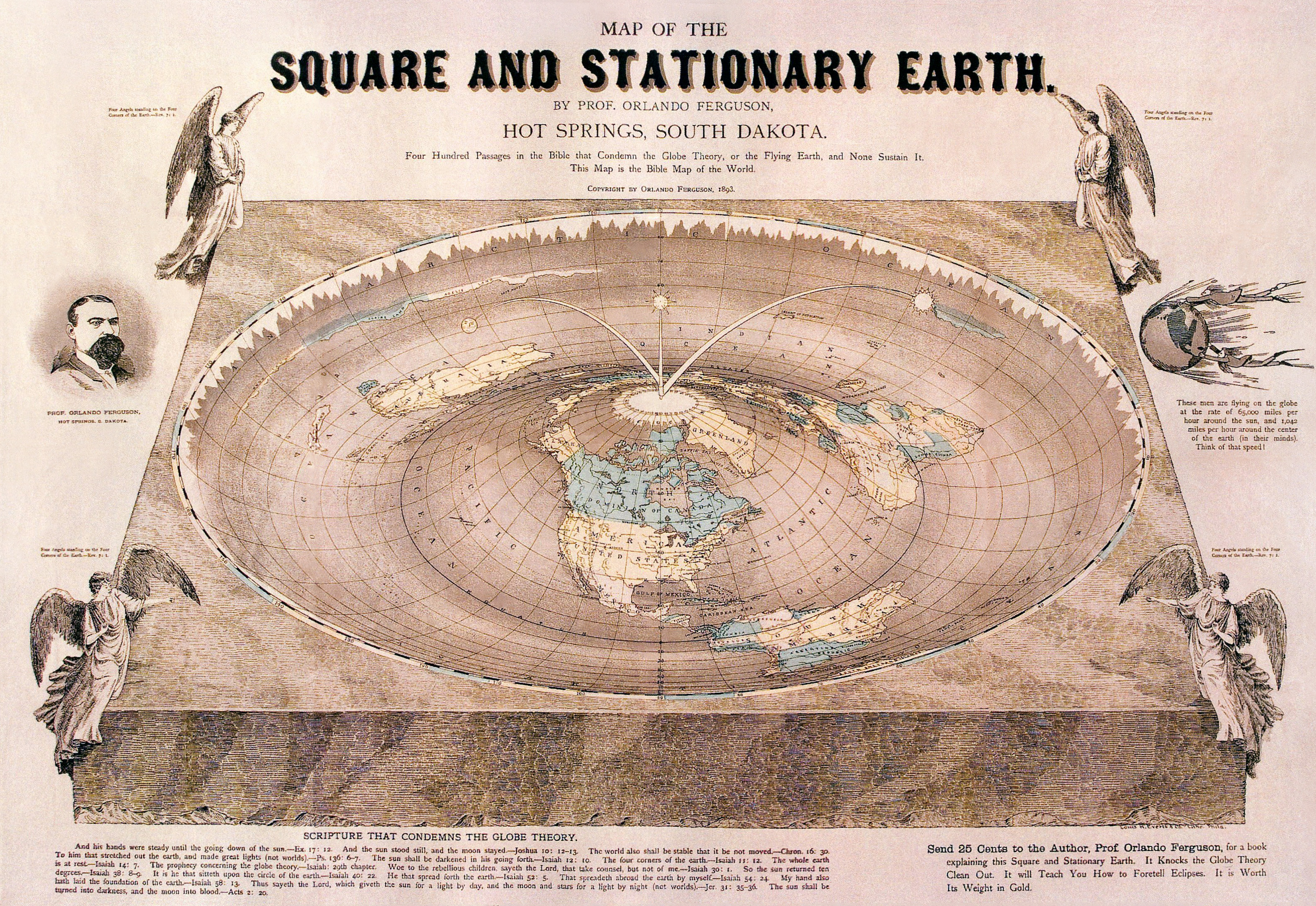
Carte de la Terre plate antique, dessinée par Orlando Ferguson en 1893. Elle contient plusieurs références à des passages bibliques ainsi que des critiques de la Théorie du Globe.

Les arpenteurs de l'Égypte ancienne, obligés de recommencer leur travail cadastral après chaque crue annuelle du Nil, avaient acquis des connaissances empiriques assez vastes en géométrie pour pouvoir résoudre les problèmes topométriques se posant à eux. En outre, divers historienspensent que les prêtres égyptiens concevaient la Terre comme sphérique, idée à laquelle les philosophes grecs n'allaient aboutir que de nombreux siècles plus tard.
Toutefois, les premières idées géodésiques suffisamment documentées sont celles de Thalès de Milet, qui vivait au VIe siècle avant notre ère et que l'on considère comme le fondateur de la trigonométrie. On lui attribue généralement l'idée d'une surface terrestre flottant sur un océan infini. En fait, l'idée d'une surface terrestre entouré du fleuve Océan se retrouve déjà dans les chants épiques d'Homère bien antérieurs à Thalès, puisqu'ils datent approximativement de 800 av. J.-C.
Anaximandre (vers 610 - 546 av. J.-C.), contemporain et successeur de Thalès à l'école de Milet contredit rapidement l'idée d'une terre plate. Selon lui, la Terre était cylindrique, l'axe du cylindre étant orienté dans la direction est-ouest. D'autres sources, cependant, signalent qu'il regardait la Terre comme sphérique. En outre, il introduisit la notion de sphère céleste, idée féconde s'il en est, puisqu'elle constitue toujours maintenant une idéalisation fort utile en astronomie. D'après Strabon citant Ératosthène, il serait à l'origine de la première carte géographique du monde antique.

Reconstitution de la carte d'Hécatée de Milet

Anaximène (vers 585 - 525 av. J.-C.), un disciple d'Anaximandre, natif lui aussi de Milet, modifia quelque peu la vision de Thalès en soutenant que la Terre était un disque très aplati baignant dans un océan fini, le tout étant maintenu dans l'espace sur un coussin d'air. Il considérait le Soleil comme un disque plat soutenu dans l'air. Telle fut aussi l'opinion d'Anaxagore de Clazomènes (vers 500-428 av. J.-C.), pour qui la Lune était un corps opaque avec des montagnes et des plaines, éclairé par le Soleil envisagé comme un disque de feu.
La seconde carte dont il est fait mention dans les écrits parvenus jusqu'à nous fut compilée vers la fin du VIe siècle av. J.-C. par Hécatée de Milet (vers 550-480 av. J.-C.). Elle révèle surtout les lacunes dans les connaissances géographiques de l'époque, ainsi que l’idée selon laquelle les Grecs se positionnaient eux-mêmes au centre du monde. Elle ne tient aucun compte des données géographiques plus précises rapportées par le Phénicien Hannon (né à Carthage vers 530 av. J.-C.) d'un voyage au cours duquel il est réputé avoir navigué tout autour de l'Afrique. Les renseignements donnés par Hannon tombèrent dans l'oubli pendant plus de deux mille ans. Tel fut d'ailleurs aussi le sort de nombreuses autres observations fournies par des navigateurs qui succédaient à Hannon.

## Le modèle de Terre sphérique

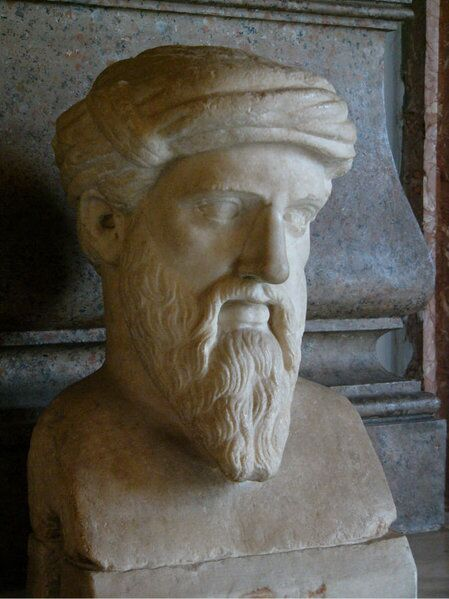
Buste de Pythagore dit « Pythagore capitolinien ».

Pythagore, né à Samos vers 560 av. J.-C. et mort à Crotone (ou à Métaponte selon d'autres sources) vers 480 av. J.-C., est le premier auteur auquel on attribue l'idée de la sphéricité de la terre. Cependant il est coutumier de lui attribuer des apports effectués ultérieurement par les élèves de l'importante école qu'il avait fondée à Crotone. On sait avec certitude que Parménide d'Élée enseignait vers 470 av. J.-C. que la Terre était sphérique et isolée dans l'espace, où elle se soutient « parce qu'elle n'a aucune raison de tomber d'un côté plutôt que de l'autre ». Philolaos de Crotone, un des disciples de Pythagore vivant vers le milieu du Ve siècle, fit une compilation écrite des enseignements pythagoriciens, et proposa pour sa part un univers non pas géocentrique, mais centré sur Hestia, le « Feu central ». Comme tous les corps, y compris le Soleil, étaient censés tourner sur des orbites circulaires autour de ce Feu Central, il ne s'agissait pas d'un système héliocentrique. Néanmoins, l'idée défendue par Philolaos, à savoir que la Terre était une planète  produisant la nuit et le jour en tournant sur elle-même, fut une idée nouvelle pour l'époque. En tout cas, sa théorie considère clairement la terre comme sphérique.
De même, toujours au Ve siècle avant notre ère, Anaxagore de Clazomènes (500 – 428 av. J.-C.), affirme que la Lune n'est pas un disque mais une sphère ; il s'attache à expliquer les mouvements diurnes du Soleil et de la Lune et professe une théorie exacte des éclipses de lune. Il faut souligner que, jusqu'au IVe siècle au moins, l'argumentation dans la Science grecque reposait davantage sur des spéculations philosophiques que sur de véritables observations scientifiques. C'est peut-être à partir d'Eudoxe de Cnide, au IVe siècle avant notre ère, que l'observation prit une place importante. Il fut l'auteur d'une carte stellaire, la première attestée à coup sûr dans le monde grec. Eudoxe connaissait aussi la longueur de l'année solaire. La valeur qu'il en donnait, soit 365,25 jours, lui avait probablement été apprise soit  par des prêtres d'Égypte, soit, plus probablement, par les astronomes chaldéens. Hipparque de Nicée en tout cas se servit, au IIe siècle, des observations babyloniennes, très nombreuses et très anciennes, puisqu'elles remontent au moins au VIIIe siècle, et les joignit aux siennes. On lui attribue d'ailleurs l'invention de l'astrolabe, instrument qui facilita l'observation.

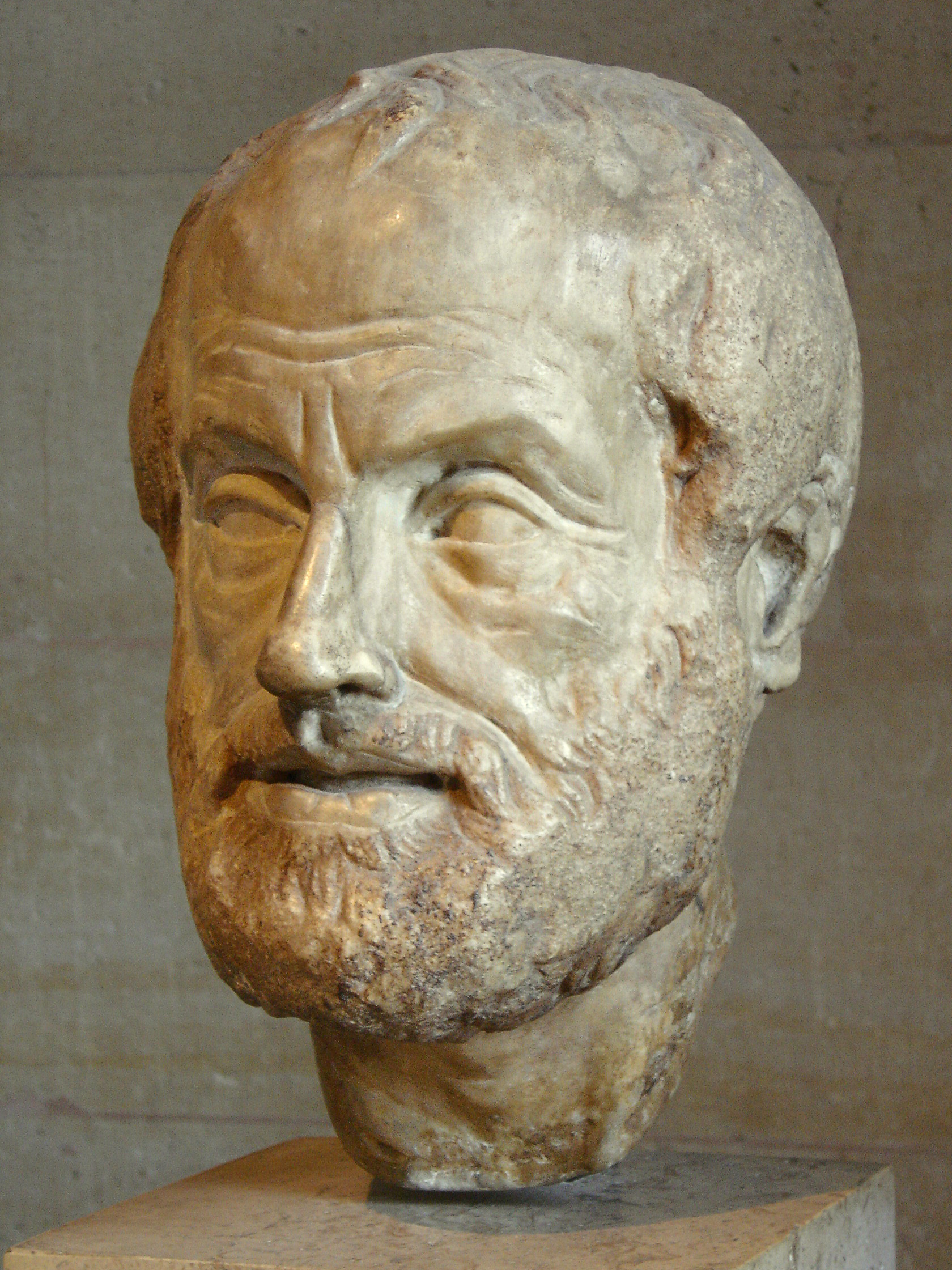
Portrait d'Aristote (copie romaine du ap. J.-C., en marbre d'après un bronze perdu sculpté par Lysippe).

Dans le Timée (33 b), Platon (429–348 av. J.-C.) écrit explicitement que la Terre est « ronde » (c'est-à-dire « sphérique »), isolée, immobile au centre du monde, et qu'elle est très grande.
Enfin, la sphéricité de la Terre est définitivement admise, du moins parmi les lettrés de l'Antiquité, avec les preuves qu'en donne son élève Aristote. En effet, Aristote ne se contente pas de faire de la sphéricité de la Terre une question de principe, il avance en sa faveur des arguments physiques et empiriques. Il utilise l'argument de la forme circulaire de l'ombre de la Terre portée sur la Lune lors des éclipses. Il fait aussi état des changements observés dans l'aspect du ciel lorsqu'on va vers le Nord ou vers le Sud. Ainsi, il fait remarquer que des étoiles nouvelles apparaissent au-dessus de l'horizon et que d'autres étoiles disparaissent sous l'horizon, dans la direction opposée. D'autre part, il raisonne que la Terre résulte de l'agglomération de ses parties sous l'effet d'une tendance naturelle des objets à se diriger vers un point central, de sorte que pour des raisons de symétrie et d'équilibre elle ne peut posséder d'autre forme que sphérique. Dans son Traité du Ciel (« De Caelo », livre II, Chap. 14), Aristote mentionne même une estimation du périmètre de la Terre, qu'il établit à 400 000 stades (63 000 à 84 000 km), et insiste sur la petitesse de cette longueur par rapport aux distances des corps cosmiques.
La valeur indiquée par Aristote pour le périmètre de la Terre n'est pas très précise, puisqu'elle équivaut à presque le double de la valeur réelle, mais elle constitue la plus ancienne estimation du périmètre de la Terre dont on dispose. Elle est peut-être due à Eudoxe. En outre, on rencontre chez Aristote les premiers balbutiements pour expliquer la force de la pesanteur, qui occupe maintenant une place centrale en géodésie et dans la théorie de la figure de la Terre. Les idées d'Aristote concernant la pesanteur furent reprises par Straton de Lampsaque (vers 340-268 av. J.-C.), puis sont restées en veilleuse jusqu'à la Renaissance. Vers la même époque, le navigateur phocéen Pythéas, né vers 300 av. J.-C. à Massalia (Marseille), colonie de la ville de Phocée en Ionie (actuellement Foça, Turquie), franchissait les colonnes d'Hercule, c'est-à-dire le détroit de Gibraltar, et naviguait vers le Nord jusqu'à atteindre l'île de Thulé dans une contrée boréale où il existe une mer gélatineuse et des journées de vingt-quatre heures pendant lesquelles le Soleil ne se couche pas. Il existe un doute au sujet de l'île appelée « Thulé » par Pythéas. Certains pensent qu'il s'agit du Groenland, mais il n'y a aucune certitude à ce sujet (Islande, îles Féroé). Toujours à cette époque, Bion d'Abdère affirmait qu'il existe sur Terre des régions où le jour et la nuit durent six mois. Pythéas, ayant observé des marées bien plus importantes que celles qui existent dans la Méditerranée, pensait que ces marées océaniques étaient causées par les corps célestes, en particulier par la Lune, mais il ignorait évidemment que le phénomène était dû à l'attraction gravitationnelle de ces corps.
Héraclide du Pont (388–315 av. J.-C.) proposait que les planètes Mercure et Vénus tournaient autour du Soleil. En même temps, il enseigna que la Terre tourne sur elle-même autour d'un axe. Le système d'Héraclide est donc un système héliocentrique partiel. Le premier système du Monde complètement héliocentrique, celui d'Aristarque de Samos, date d'un siècle plus tard.
Une fois la notion de sphéricité de la Terre admise, ce ne fut qu'une question de temps avant que des coordonnées angulaires ne fussent introduites. Ce fut chose faite par Dicéarque (350–285 av. J.-C.) à la fin du IVe ou au début du IIIe siècle. Ce dernier est un géographe qui décrit la « géographie mathématique » de la Grèce et la hauteur des monts du Péloponnèse. Il connaît évidemment bien la sphéricité de la Terre et rapporte ses mesures au méridien et au parallèle de Rhodes. Dicéarque produisit aussi une carte du monde mise à jour pour tenir compte des informations nouvelles concernant l'Asie, obtenues lors des expéditions militaires d'Alexandre le Grand. Peu de temps après, Pythéas détermina avec une précision relativement bonne la latitude de sa ville natale Marseille. D'autres progrès importants en astronomie et en géodésie sont associés aux noms d'Aristarque et d'Ératosthène. Ils sont en grande partie une conséquence du fait que vers 300 avant notre ère, le roi d'Égypte Ptolémée Ier Soter fonde dans sa capitale Alexandrie un observatoire et y appelle les savants les plus éminents de l'époque. Il y fonde également la fameuse Bibliothèque et le Musée, où les savants sont entretenus aux frais de l'État. Euclide y enseigne la géométrie, énonce les lois du mouvement diurne, et voit entre les constellations de la Grande Ourse et de la Petite Ourse une étoile qui ne change pas de place (l'étoile polaire). Aristillus et Timocharis d'Alexandrie y accumulent les observations stellaires pendant un quart de siècle.
Aristarque de Samos (vers 310–250 av. J.-C.) y enseignait sous Ptolémée II Philadelphe. Il ne défendait pas seulement l'idée d'un système du monde héliocentrique, près de dix-sept siècles avant Copernic, mais il tenta surtout de déterminer les dimensions et les distances de la Lune et du Soleil. S'il n'aboutissait pas aux bonnes valeurs, du moins eut-il le mérite de s'attaquer au problème sans préjugés, mais uniquement sur base de considérations géométriques. Il fournit une méthode correcte pour calculer la distance Terre-Lune qui sera plus tard appliquée par Hipparque (190–120 av. J.-C.), ainsi qu'une méthode permettant théoriquement de calculer la distance de la Terre au Soleil.
Apollonius de Perga (fin du IIIe et début du IIe siècle avant notre ère) était un élève d'Aristarque de Samos. Il vint se fixer à Alexandrie, où il devint célèbre par son traité sur les coniques. Il introduisit l'idée de l'excentricité des orbites astronomique en se basant sur un système géocentrique, étant donc en contradiction avec l'enseignement de son maître.
Archimède (287–212 av. J.-C.) s'intéresse à la physique, à l'astronomie et aux mathématiques. Il ouvre la voie au calcul intégral par sa méthode d'exhaustion, qu'il applique à la quadrature des paraboles et au calcul du volume de la sphère. Il jette les bases de la statique par son étude des machines simples. Il évalue la circonférence terrestre à 300 000 stades (47 000 à 63 000 km).

### La représentation de la Terre sphérique

#### Le Globe de Cratès

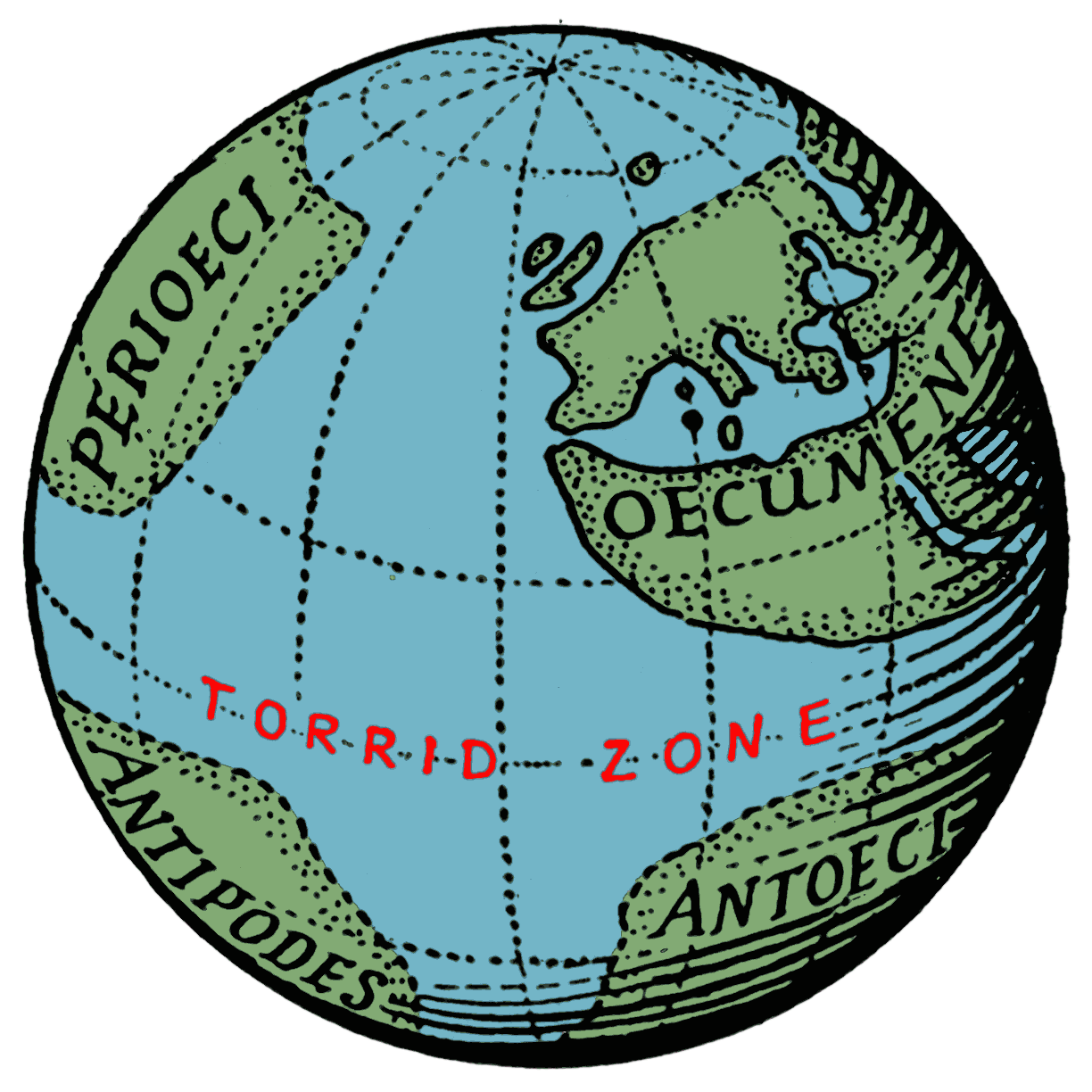
Le Globe de Cratès (vers 150 av. J.-C.)

Selon Strabon, Cratès de Mallos (v. 220-140 av. J.-C.), construisit une sphère pour représenter la Terre. On considère qu’il réalisa le premier globe terrestre sur lequel furent reportés les points et cercles caractéristiques de la sphère céleste : pôles, cercle équatorial, cercles polaires et tropiques.

#### Les cinq zones climatiques
La théorie des zones climatiques, attribuée à Parménide, divise la sphère en cinq secteurs, deux zones glacées donc inhabitables près des pôles, et une zone torride infranchissable à cheval sur l’équateur, séparant les deux zones tempérées les seules susceptibles d’être habitées. Avec de légères variantes suivant les auteurs, les zones glacées sont situées au-delà des cercles polaires et la zone torride entre les tropiques.
Cette théorie fut adoptée par Aristote (384-322 av. J.-C.) qui considère, par raison d’équilibre, la présence de terres dans l’hémisphère austral, Polybe (vers 210-126 av. J.-C.), Cratès de Mallos (vers 150 av. J.-C.) qui considère que la zone torride est occupée par l’Océan et que, par analogie, on doit concevoir des terres peuplées au-delà de la zone torride,
Posidonius (135-51 av. J.-C.), Strabon (58 av. J.-C.-22 ap. J.-C.), Pomponius Mela (-10 av. J.-C.-,50 ap. J.-C.)
, Pline l’ancien (23-79)...

#### Évolution de la représentation plane du monde connu
Hérodote (vers 480-425 av. J.-C.) conteste la forme ronde donnée au monde connu sur les cartes et la dimension respective des continents.
Aristote reprendra plus tard cette critique quand il dira :
« La longitude en effet l'emporte de beaucoup en longueur sur la latitude ».
Le monde connu occupe une surface restreinte de la sphère terrestre aussi Strabon considère qu'il est plus pratique, compte tenu de la dimension que devrait avoir la sphère pour que soient figurés les détails de la géographie, de le représenter sur une surface plane, sur une carte géographique
. À la suite de Dicéarque, Strabon considère qu'il est légitime d'utiliser pour le repérage en longitude et latitude, un canevas rectangulaire.

### La détermination du rayon de la Terre par Ératosthène de Cyrène

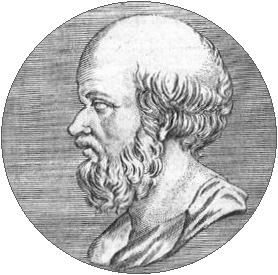
Ératosthène (env. 273–192 av. J.-C.)

Ératosthène de Cyrène (273–192 av. J.-C.) fut autant astronome que géographe. Il avait fait des études à Athènes, puis vint à la cour de Ptolémée III Évergète pour travailler à la bibliothèque d'Alexandrie. Il introduisit la notion d'obliquité de l'axe de rotation terrestre. Il est le véritable fondateur de la géodésie. En effet, il détermina le périmètre de la Terre par une méthode géodésique qui porte maintenant son nom. Le principe de sa méthode pour mesurer la longueur d'un degré à la surface de la Terre fut employé jusque dans les temps modernes. En considérant la Terre sphérique et les rayons du Soleil parallèles, il suffit de déterminer, par des mesures astronomiques faites à midi au solstice d'été, l'angle au centre α entre deux stations situées sur le même méridien dont l'une située sur le tropique, et, par des mesures géodésiques, la distance ΔL entre ces stations le long de l'arc de grand cercle pour trouver la longueur de la circonférence de la Terre par la formule C = 360 ΔL / α, si α est exprimé en degrés sexagésimaux. 

Méthode d'Ératosthène pour déterminer le rayon de la Terre.

Les deux stations considérées par Ératosthène étaient Alexandrie et Syène (Assouan). Il savait (vraisemblablement par ouï-dire) qu'au moment du solstice d'été, les rayons du Soleil tombaient verticalement sur Syène (Haute-Égypte), puisqu'ils y éclairaient le fond d'un puits profond (il paraît que ce puits existe toujours), et formaient à Alexandrie (Basse-Égypte), ville située approximativement sur le même méridien que Syène, un angle d'environ 7,2° avec la ligne du fil à plomb. En réalité, Assouan se situe à une latitude de 24°6'N et une longitude de 32°51'E, tandis qu'Alexandrie est à 31°09'N et 29°53'E. Pour déterminer cet angle, Ératosthène a pu mesurer l'ombre projetée par l'obélisque dressé devant la bibliothèque d'Alexandrie, et comparer la longueur de cette ombre à la hauteur de l'obélisque, qui devait lui être connue. Il a aussi pu mesurer l'ombre produite par un « gnomon » dans une coque hémisphérique (un « skaphe »). En tout cas, il trouva que la longueur de l'ombre valait 1/50 de cercle complet (donc α=7°12'). Diverses variantes sur la manière dont Ératosthène a pu déterminer la distance ΔL entre Syène et Alexandrie, pour laquelle il indique une valeur de 5000 stades, se rencontrent dans la littérature. La plus probable en est qu'il a utilisé des cartes cadastrales de l'Égypte dressées sur la base d'informations fournies par des « bématistes » (compteurs de pas), qui devaient refaire le cadastre après chaque crue du Nil. Toutefois, selon certaines sources, Ératosthène se serait fié aux indications peu précises des caravaniers qui avaient l'habitude de mesurer les distances en « chameau-jours ». Quoi qu'il en soit, il trouvait pour la circonférence de la Terre la valeur de 250000 stades (égyptiens). En admettant que le stade égyptien vaut 157,5 mètres, on aboutit à une valeur de 39375 kilomètres. Cette valeur est remarquablement proche de la réalité, puisqu'elle n'est trop courte par rapport à la valeur acceptée actuellement que de 2 %. En fait, la plupart des chercheurs pensent que la précision de la détermination d'Ératosthène est surfaite et devait se situer au mieux aux alentours de 10 %, compte tenu des incertitudes planant sur la valeur exacte du stade et des procédés rudimentaires mis en œuvre. 

Méthode de Posidonios pour calculer la longueur du méridien terrestre en utilisant la hauteur de l'étoile Canopus à Rhodes et Alexandrie.

Une détermination ultérieure du périmètre de la Terre, faite par Posidonius (ou Poseidonios) d'Apamée (135-50 avant notre ère), fut nettement moins précise. Posidonius trouva seulement 180 000 stades, c'est-à-dire 28 350 kilomètres. Il utilisait la méthode d'Ératosthène appliquée à l'arc de méridien entre Alexandrie et Rhodes, dont il estima la distance par le temps que prenait le trajet naval à la vitesse de croisière normale d'une galère. Il déduisit la différence en latitude entre Alexandrie et Rhodes (soit l'angle au centre α) en sachant que l'étoile brillante Canopus (α Car) passe à l'horizon de Rhodes quand sa hauteur est de 7°30' à Alexandrie. La valeur erronée de Posidonius a joué un rôle important, puisqu'elle fut adoptée par Claude Ptolémée et parvint ainsi jusqu'à la Renaissance. Elle semble avoir influencé la décision de Christophe Colomb de rejoindre l'Asie en naviguant vers l'Ouest (d'après Michel Lequenne, on ne sait si Christophe Colomb voulait aller précisément vers l'Inde). En effet, selon les estimations de l'époque basées sur la valeur de la circonférence terrestre, l'Inde se situait seulement à 70 000 stades (environ 11 000 kilomètres) à l'Ouest des côtes européennes.
À la même époque, l'empereur de Chine Qin Shi Huang (Tsin Chi Hoang, selon la transcription ancienne de l'EFEO) eut quelques problèmes avec les lettrés chinois. Pour cette raison, il fit brûler les ouvrages des savants anciens, ainsi que les savants vivants qui auraient pu les avoir appris par cœur. Cet épisode de l'Histoire chinoise ne constitue pas seulement un fait divers dramatique, car la destruction d'observations astronomiques accumulées en Chine tout au long de nombreux siècles avant l'autodafé en question est encore perçue de nos jours comme une perte irréparable pour l'astronomie et la géodésie.

### D'Hipparque à Claude Ptolémée
L'astronome Hipparque, dont on a déjà signalé le célèbre catalogue d'étoiles, naquit à Nicée peu après la mort d'Ératosthène, en Bithynie (actuellement la ville turque d'Iznik). Hipparque est sans doute le plus grand astronome de l'Antiquité, et dépasse même Ptolémée, bien que ce dernier soit plus souvent cité dans l'histoire des idées en raison du fait que ce sont ses œuvres qui furent redécouvertes au Moyen Age et qui nous sont parvenues. Il fournissait les positions de nombreuses étoiles dans un système de coordonnées équatoriales, l'ascension droite et la déclinaison. Il semble avoir fait la plupart de ses observations à Rhodes et à Alexandrie. C'est cette dernière cité qui héritera de ses méthodes et de ses résultats, dont Ptolémée fera la synthèse. La comparaison des positions de certaines étoiles avec celles relevées plus tôt par Eudoxe et Timocharis lui fit redécouvrir l'important phénomène de précession des équinoxes, déjà identifié par les babyloniens, mais auquel le nom d'Hipparque reste attaché depuis lors. Ce phénomène joue un très grand rôle en astronomie et en géodynamique. Il se marque par le fait qu'au cours des années et des siècles, le point vernal (marquant le début du printemps astronomique) se déplace par rapport aux constellations de l'écliptique, pour faire un tour complet en un peu moins de 26 000 ans. Cela correspond approximativement à une vitesse de déplacement sur l'écliptique de 50" par an. Par suite de ce déplacement du point vernal par rapport aux étoiles fixes du zodiaque, l'axe des pôles balaye en 26 000 ans un cône dont la demi-ouverture est environ 23,5°. Celle-ci représente l'inclinaison de l'axe des pôles sur l'écliptique, c'est-à-dire l'obliquité de la Terre. Hipparque semble avoir eu davantage le goût des observations astronomiques précises que celui des spéculations philosophiques et théoriques. On sait aussi qu'il n'a jamais souscrit à l'hypothèse héliocentrique d'Héraclide du Pont ni à celle d'Aristarque de Samos[réf. nécessaire]. Celle-ci fut défendue, du vivant de Hipparque, par l'astronome babylonien Séleucos de Séleucie.
Parmi les travaux d'Hipparque, on doit encore citer la théorie des mouvements excentrés du Soleil et la Lune, dont le calcul est rendu possible par sa théorie des épicycles, la réduction parallactique des observations au centre de la Terre, l'utilisation de la projection stéréographique dont il fut probablement l'inventeur, les premières déterminations de longitudes au moyen d'éclipses de la Lune, l'invention (ou du moins le perfectionnement) de la trigonométrie et la publication d'une table des cordes. Les tables d'Hipparque seront utilisées et perfectionnées par Ptolémée. Elles n'évolueront guère ensuite, sauf l'adjonction d'un huitième climat par Théon d'Alexandrie. Ces tables, très bonnes, ne seront dépassées en précision que dix-sept siècles plus tard par celles de Johannes Kepler.

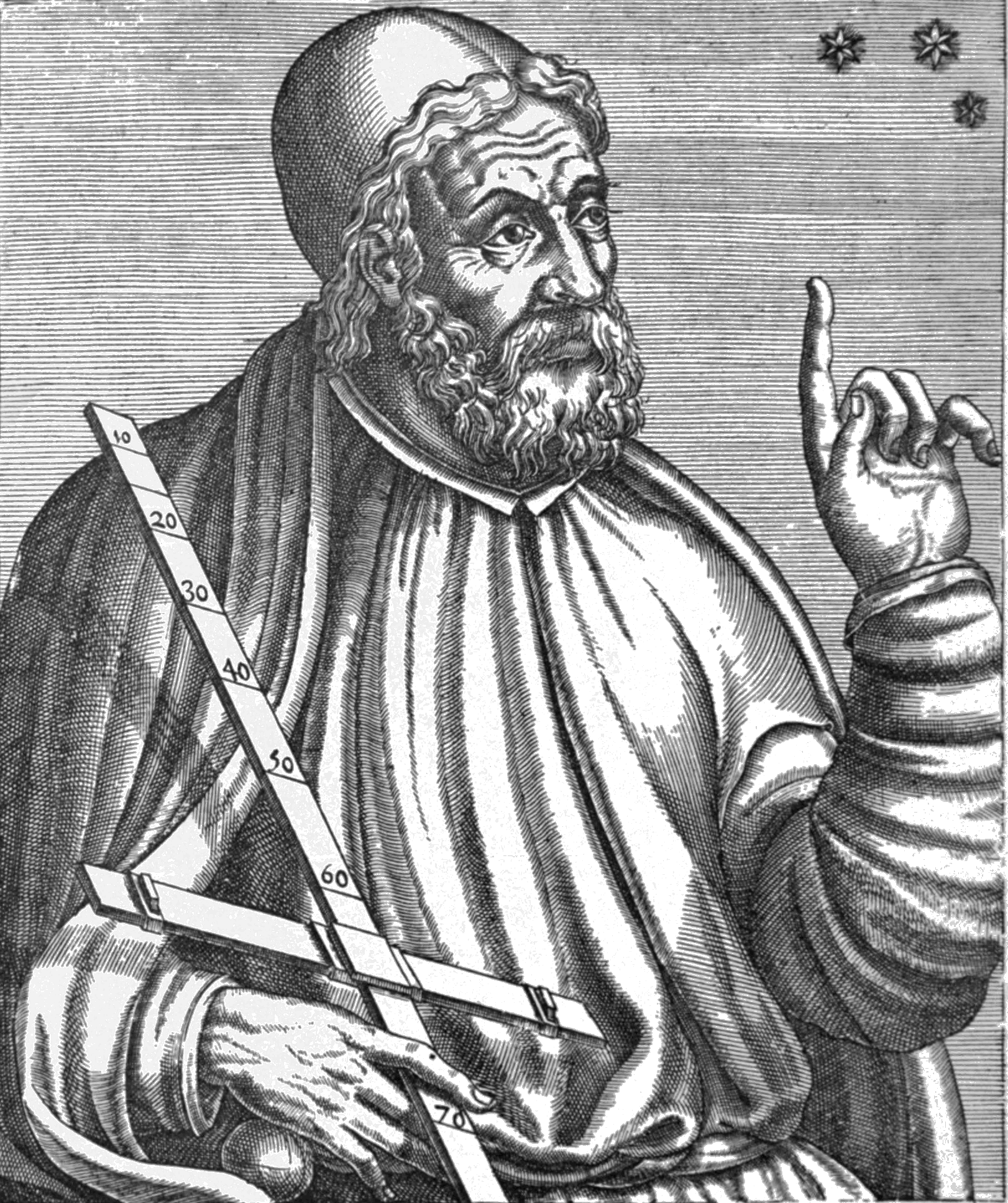
Claude Ptolémée (env. 100–161).

Pour Hipparque, la Terre est évidemment sphérique, la longueur de la circonférence étant celle déterminée par Ératosthène, mais légèrement corrigée pour valoir 252000 stades. Cela fait 700 stades au degré, contre 694,44 pour Ératosthène et 500 pour Posidonius, cette dernière mesure ayant sans doute été effectuée après la mort d'Hipparque. Il connaît la valeur de l'« obliquité », qui représente l'inclinaison de l'équateur sur l'écliptique. Il introduit l'observation systématique du passage du Soleil au méridien, détermine la durée de l'année tropique à 365,2467 jours solaires moyens, ainsi que celle des saisons. Cependant, la notion d'obliquité de la Terre n'est pas due à Hipparque ; elle semble avoir été introduite par Ératosthène.
Vers 46 av. J.-C., Sosigène d'Alexandrie établit un calendrier officiel sur ordre de Jules César. C'est le calendrier julien, qui possède comme particularité essentielle d'avoir une année fixée à 365,25 jours. Abstraction faite de la réforme somme toute mineure à laquelle fit procéder le pape Grégoire XIII en 1582, c'est le calendrier que nous connaissons encore de nos jours. César ordonna également un levé cartographique de l'empire romain.

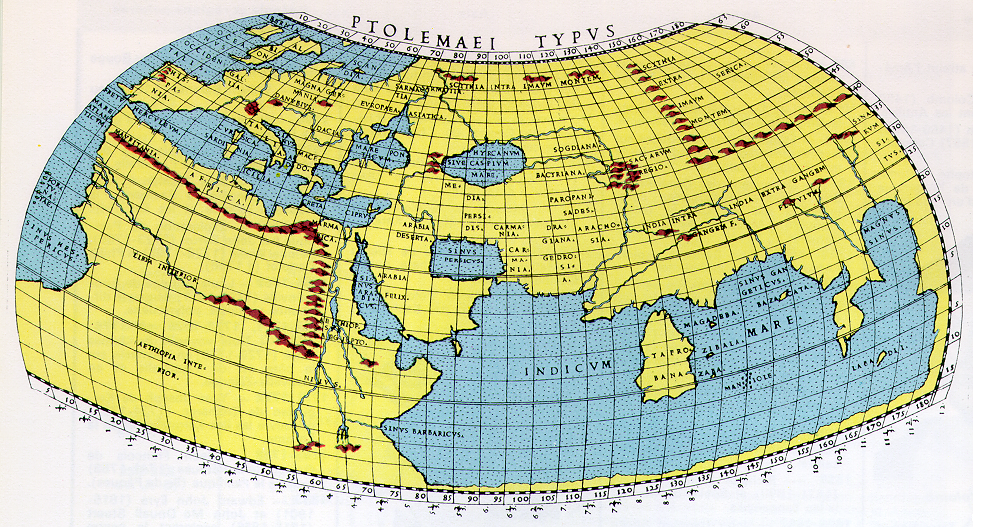
Carte basée sur les données de la Géographie de Claude Ptolémée (100–161 ap. J.-C.), dessinée en 1544 par le Bâlois Sebastian Münster.

Menelaos, un astronome d'Alexandrie, écrit vers 80 de notre ère un traité intitulé Les Sphériques. Les trois livres de cet ouvrage parvenus jusqu'à nous traitent des triangles sur une sphère. On sait aussi que vers la fin du premier siècle ou au début du second, Marinus de Tyr a dressé une carte géographique selon un canevas rectangulaire de parallèles et de méridiens inspiré de celui de Dicéarque. Ces cartes elles-mêmes ne nous sont malheureusement pas parvenues, mais on en connaît quelques détails à travers l'œuvre de Claude Ptolémée (environ 100–161 ap. J.-C.). Celle-ci constitue l'apogée de la science greco-romaine. Par la suite, cette dernière connaît une stagnation puis un rapide déclin en Europe chrétienne. En effet, la période après Ptolémée se caractérise davantage par des commentaires sur les textes anciens que par des idées nouvelles. En fait, l'œuvre de Ptolémée lui-même représente déjà plutôt un monumental travail de compilation qu'une réelle innovation. Elle se compose de l'« Almageste », synthèse magistrale des connaissances astronomiques et géodésiques de l'époque, et de la Géographie parue en 150 de notre ère, laquelle constitue une compilation des connaissances géographiques. Celles-ci se trouvent résumées dans la mappemonde de Ptolémée. Le nom Almageste est une contraction arabe du mot grec μεγίστη (mégistè = majeur), auquel on a ajouté en préfixe l'article arabe al-. C'est sous l'appellation de Grand Astronome que cet ouvrage était connu à partir du IIIe siècle, pour le différencier d'une collection de textes et commentaires astronomiques rédigés par des savants alexandrins ayant pour but d'en rendre la lecture plus aisée. Cette collection était appelée le Petit Astronome. « Grand » se dit en grec μεγάλη (mégalè), et l'appellation arabe provient de son superlatif μεγίστη (le plus grand, majeur). Le titre original de l'Almageste est Μαϑηματικῆϛ Συντάξεωϛ βιβλία ιγ, littéralement : 13 livres de composition (ou synthèse) mathématique.
Vers 350 de notre ère, Diophante réussit à résoudre des problèmes d'analyse indéterminée en inventant une sorte d'algèbre. À la même époque, l'Alexandrin Pappus résumait l'état du savoir mathématique d'alors dans ses Collections mathématiques, et produisit aussi un commentaire éclairé sur l'œuvre de Ptolémée. Vers 380, Théon d'Alexandrie rédigea des commentaires (Exegeseis) sur les « Tables faciles » et l'Almageste. En particulier, aux sept « climats » des tables de Ptolémée, il en ajouta un huitième, celui de Byzance.
L'École néoplatonicienne d'Alexandrie maintint jusqu'au VIIe siècle, avec Ammonios, Jean Philopon et Étienne d'Alexandrie, le savoir astronomique alexandrin qu'elle diffuse, avec Sévère Sebôkht, dans le monde syriaque, maillon fondamental dans la transmission des connaissances astronomiques ptolémaïques à la civilisation islamique.